# 2017年中華民國總統府憲兵遇襲事件
2017年中華民國總統府憲兵遇襲事件，是2017年8月18日臺北時間上午10時多所發生的一起維安事件，犯案人呂軍億持一把從國軍歷史文物館竊取來的日本軍刀在中華民國總統府西側4號門攻擊中華民國憲兵，呂軍億自稱首要目標為「斬首蔡英文」，並為了彰顯其政治立場而行動，這也是自中華民國總統府廳舍在2014年遭砂石車衝撞以來，最嚴重的攻擊性維安事件。

## 犯案人背景
攻擊總統府西側大門站哨憲兵的現行犯是曾經從事汙水清理工作的呂軍億，其父親是因第二次國共內戰從中國大陸撤退至台灣的中華民國國軍退役老兵。呂軍億失业從2017年起開始在双北地区打零工為生。

## 事件經過
2017年8月18日台北时间上午10时左右，自稱具有大中國主義思想的呂軍億先至鄰近的国军历史文物馆以榔頭破壞展示櫃的強化玻璃，並取走一把該館所收藏之南京大屠杀时期的日本軍刀，旋即騎乘機車至总统府4號門外，翻越圍牆進入後，隨遭衛戍憲兵發現並對峙，後並持刀砍傷一名周姓憲兵。
呂軍億傷人後當場被中華民國憲兵、中華民國警察制伏，臺北市政府警察局中正第一分局从他带的包内搜出行刺途中购买的中华人民共和国国旗，他扬言要在总统府升起五星红旗。另据其平日网上留言和身上的绝笔书，他自称“死得起”，此次做法是效法中美撞机事件中的中国人民解放军海军航空兵飞行员王伟；还说自己每天都收看中国中央电视台的《新闻联播》，乐见“祖国建设大潮向好”，希望习近平任内能“收回台湾”“祖国之师早日登岛”。

## 偵辦、羈押與審判過程
呂軍億被移送法辦後，經臺灣臺北地方法院檢察署訊問後向臺灣臺北地方法院聲請羈押，呂軍億於法院開庭時就其所涉犯之殺人未遂、傷害、竊盜、加重竊盜、毀損器物、妨害公務、未經許可持有刀械、攜帶刀械等罪嫌之犯罪事實，全部坦白承認，而法院認為呂軍億有逃亡、反覆實施同一犯罪之虞，且有羈押必要，故裁准羈押。2017年10月13日，台北地檢署認定呂軍億分別涉犯加重竊盜、毀損、槍砲彈藥管制條例、殺人未遂等罪，且犯後毫無悔意，否認殺人，依法起訴並求處7年重刑。
2018年3月22日，台北地方法院依殺人未遂、加重竊盜等罪，判呂軍億7年有期徒刑。可上訴。
2018年9月13日中華民國最高法院駁回呂軍億的第三審上訴，維持第二審認定的罪刑（攜帶兇器竊盜罪處有期徒刑8月，殺人未遂罪處有期徒期6年6月），全案至此確定。

## 後續處理
事件發生後，總統府安全單位認為博愛路一側縱深不足，計畫仿造如美國白宮等國家級辦公處所設計，增設鐵置欄杆，加長反應時間。